# Badorf
Badorf ist mit den kleineren Ortsteilen Eckdorf und Geildorf der südlichste Stadtteil der Stadt Brühl im Rhein-Erft-Kreis in Nordrhein-Westfalen.

## Lage und Geografie
Badorf liegt am unteren Rand eines Riedels des Ville-Hangs, der von zwei kleinen Bächen, dem Pingsdorfer Bach und dem Eckdorfer oder Lenterbach, gebildet wird. Dieser Hang, das Vorgebirge, ist im Gegensatz zur ehemals sumpfigen rheinnahen Niederung (Brühl) der Kölner Bucht trocken und durch eine dicke Lössauflage, die die vorherrschenden Westwinde im Lee des Höhenzugs ablagerten, besonders fruchtbar, also bestens für eine Siedlung geeignet. Die Ortslage Badorfs geht nahtlos in die des nördlich anschließenden Pingsdorfs über, der ostwärts gelegene Nachbarort, der Brühler Stadtteil Schwadorf, gegenüber von Geildorf, wird durch die Bundesautobahn 553 und die Strecke der Vorgebirgsbahn zwischen Köln und Bonn getrennt. Südöstlich schließt mit dem ehemaligen Dominikanerkloster St. Albert der Bornheimer Stadtteil Walberberg an. Die Landschaft ist geprägt durch intensiven Gemüseanbau und durch den ehemaligen Braunkohle-Abbau in der Ville, im Südteil des Rheinischen Braunkohlereviers. Das rekultivierte Gebiet mit seinen Seen ist wieder wie früher mit Wald bedeckt.

## Geschichte

### Römerzeit
An dem ehemaligen nach Badorf führenden „Steinweg“, der späteren Köln-Bonner Straße, wurden neben römischen Mauerresten gut erhaltene Teile der Eifelwasserleitung aufgedeckt. Südlich des Ortes fand sich eine beträchtliche Anzahl römischer Ziegel, die jedoch oberhalb der Ortschaft in ihrer Menge noch übertroffen wurden. Das unter Kies und Haustein gefundene Ziegelmaterial war vermutlich die Hinterlassenschaft einer dortigen Ziegelei der Römerzeit. Ein nahe gelegener Hügel führte den Namen „Kamp“ und diente möglicherweise als Specula, wie sie entlang des Limes häufig errichtet worden waren.

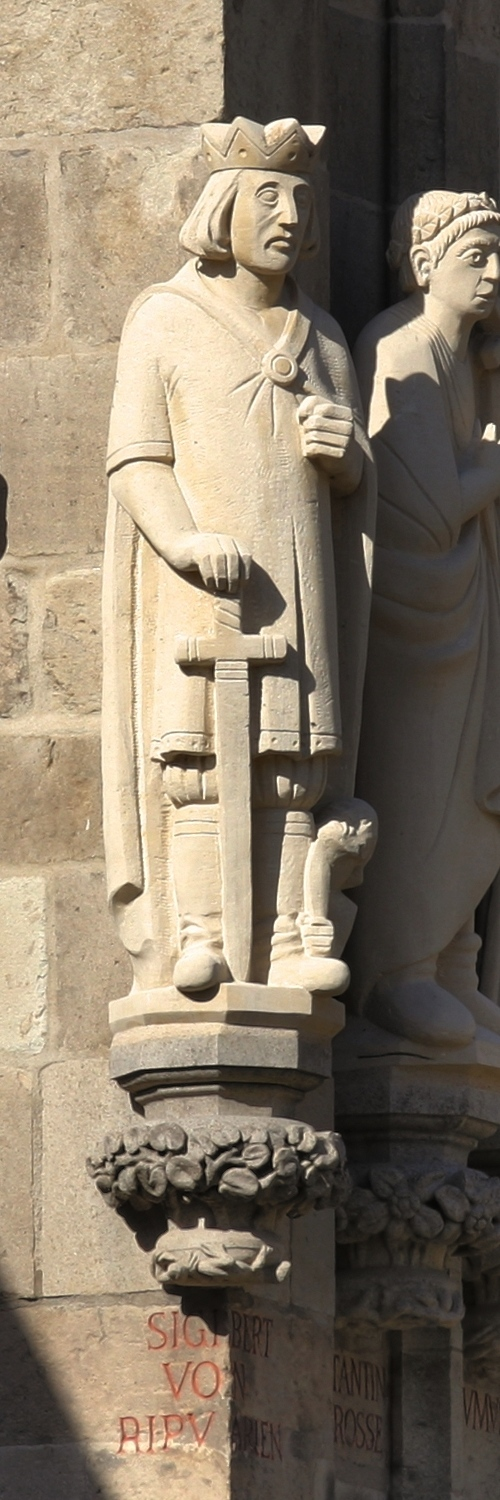
Statue des Sigibert von Ripuarien am Kölner Rathausturm

### Frühmittelalter

#### Fränkische Zeit
Neuere Erkenntnisse lassen davon ausgehen, dass den abgezogenen römischen Ansiedlern erst relativ spät eine fränkische Besiedlung des Badorfer Raumes folgte. Dies folgert man daraus, dass nicht nur alle festen Bauwerke dieser Zeit zerstört worden waren, sondern auch aus dem völligen Fehlen vorfränkischer Flurbezeichnungen.
Als die Römerherrschaft zusammenbrach, soll der Hang des Vorgebirges nahezu menschenleer gewesen sein. In diesem Gelände, das nach Beuterecht Königsland geworden war, setzten die in Köln residierenden Ripuarierkönige „Rodetrupps“ ein, um die in ihrem Sinne brachliegenden Herrschaftsbereiche nutzbar zu machen. Dabei ging man dazu über, die jeweiligen Einsatzgebiete nach den Anführern dieser Mannschaften zu benennen.
Viele der mit dem Grundwort –dorf gebildeten Ortsnamen im Köln-Bonner Raum finden so eine plausible Erklärung. Die ältesten überlieferten Schreibweisen der Badorfer Nachbarorte waren im Fall Schwadorf „Suaventhorp“, es war der Einsatzort eines Suabo, Pingsdorf entstand aus „Pinnesthorp“ nach Pinno, der Kurzform von Pippin.
Die älteste bisher bekannte Schreibweise für Badorf war „Baventhorp“ und später „Badua“. Der hier eingesetzte Rodeführer hieß also Bavo, ein bei den Franken beliebter Name. (St. Baaf ist noch heute der Patron der Kathedrale in Gent).

#### Badorfer Keramik
Schon für das 7. und 8. Jahrhundert ist die Keramikherstellung an diesem Ort und in der unmittelbaren Nachbarschaft (Pingsdorf) nachweisbar. Die mittelalterliche Produktion war von überregionaler Bedeutung. Badorfer Ware findet sich weit verbreitet im Rheinland, in Westfalen und niederländischen Gebieten, aber auch bis hin nach England, im Donau- und Alpenraum und in Skandinavien. Charakteristisch sind Töpfe, Schüsseln und Reliefbandamphoren, große Vorratsgefäße mit aufgelegten Tonstreifen. Badorfer Produkte weisen häufig ein Rollstempeldekor auf.

### Hochmittelalter

#### Grundherrschaft der Abtei St. Pantaleon zu Köln

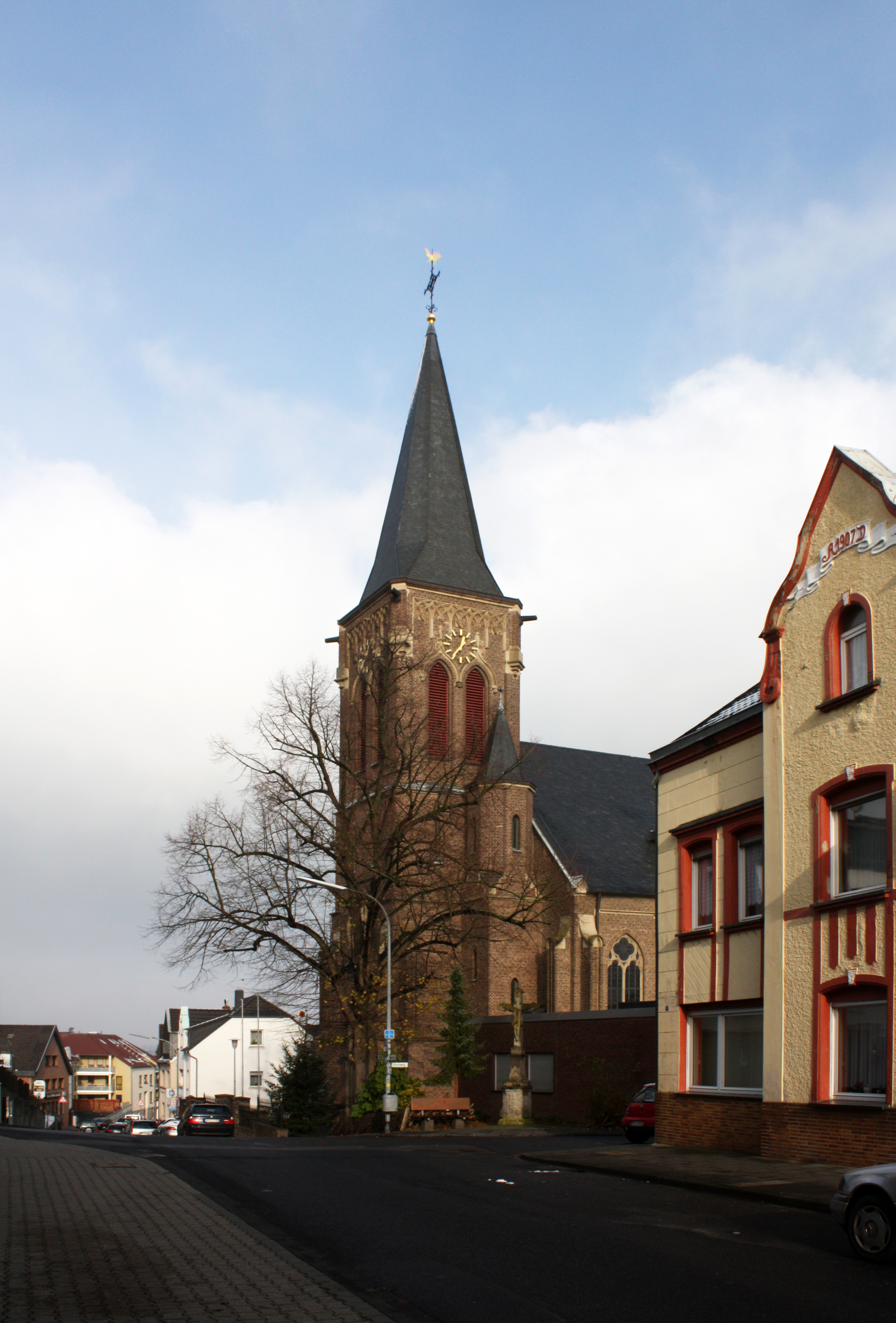
Sankt Pantaleon

Nach alter Klostertradition hat die Kölner Abtei die Grundherrschaft Badorf von ihrem Stifter Erzbischof Brun (Bruno) von Köln erhalten. Der Benediktiner Heinrich Spichernagel († 1641), Abt und Chronist von St. Pantaleon schrieb, Badorf sei der Abtei schon bei ihrer Gründung geschenkt worden. Dies ist der Urkunde, in der Brun 964 seine Stiftung mit Gütern ausstattete, jedoch nicht zu entnehmen, da in ihr Badorf nicht genannt worden sein soll. Erst das ein Jahr später, 965, verfasste Testament Bruns, in dem der Erzbischof St. Pantaleon mehrere Güter schenkte, führte auch den Besitz Badorf an. Das Original des Dokumentes ist verschollen, doch wurden drei Abschriften gefertigt, von denen die „Wolffenbütteler Handschrift“, die durch den Historiker Georg Heinrich Pertz in Druck gegeben wurde, entsprechende Hinweise enthielt. In dieser Handschrift erkannte Pertz die Bezeichnung „hauingan“, vermerkte dazu in der Fußnote jedoch, dass in den Brüsseler Handschriften „bauingan“ als Namensbezeichnung Badorfs stünde.
Nach Bruns Testamentsabschriften vermachte der Erzbischof der Abtei St. Pantaleon Herrenhöfe, die er erworben hatte, darunter den Hof Bavingan („villam Bauingan“). Für Bauingan/Badorf spricht, dass Badorf zu den Tafelgütern von St. Pantaleon gehörte, also zur Erstausstattung des Klosters gehört haben muss.
Etymologisch sind die Wörter Bauingan/Bavingan und Baventhorp gleichwertig. Baventhorp ist die von Bavo gegründete Siedlung, Bavingan die Siedlung, in der dessen Sippe, die „Bavinge“, wohnten.
Im Jahr 1124 wurde das Dorf als Bavendorph erstmals in einer Urkunde des Kölner Erzbischofs Friedrich I. von Schwarzenburg über einen Wald des Kölner Stiftes St. Pantaleon zusammen mit Pingsdorf erwähnt.
Im Zusammenhang mit den Ereignissen des Jahres 1242 soll bei „Badua“ (Badorf) ein Kampf stattgefunden haben, in dem Erzbischof Konrad von Köln durch den Grafen Wilhelm von Jülich gefangen genommen wurde.

### Neuzeit
Um die Mitte des 15. Jahrhunderts errichtete die Abtei St. Pantaleon neben ihrem Badorfer Hof, dem Tafelgut der Abtei, eine der „s. t. b. Mariae Virginis“ geweihte Kapelle, die sie im Jahr 1614 völlig erneuern ließ. Dieser zweite Bau wurde jedoch schon 1633 durch einen Brand zerstört. Ebenfalls im Auftrag der Abtei erfolgte um 1725, nun an anderer Stelle, ein neuer Kapellenbau, der wie folgt beschrieben wurde.
Kapelle
Die Kapelle war ein schmuckloser, von einem geschieferten Mansardendach überdeckter Backsteinbau. Seine Maße wurden mit einer Länge von 13,15 m und einer Breite von 6,30 m angegeben. Zum Westgiebel hin erhob sich über dem Dach ein kleiner Glockenturm, den eine barocke Haube zierte. Die Kapelle hatte rundbogige Fenster erhalten und die rechteckige Tür war durch Stein eingefasst worden. Das Innere der Kapelle stellte einen flach gedeckten Saal dar, der mit einem achteckigen Chor abschloss.
Ausstattung
Der Chor der Kapelle war mit einem Hochaltar ausgestattet, den eine aus Holz gearbeitete Gruppe der heiligen Anna selbdritt des 17. Jahrhunderts schmückte. Weiter enthielt die Kapelle ein aus Holz gefertigtes Triptychon von 0,85 m Höhe und 1,25 m Breite. Es hatte als Motiv im Mittelbild die Anbetung der heiligen drei Könige. Es soll sich nach „Clemen“ um die mittelmäßige Arbeit eines italisierenden Niederländers aus der 1. Hälfte des 16. Jahrhunderts gehandelt haben, die zudem starke Beschädigungen aufwies.
Eigenständigkeit
Die Bauart und die verfügbaren Maßangaben der Kapelle, ihre Ausstattung mit einem Hochaltar und nicht zuletzt die ihr zugestandenen kirchlichen Rechte lassen den Schluss zu, dass trotz einer wahrscheinlich geringen Einwohnerzahl Badorfs, in diesem kleinen Gotteshaus alle Sakramentsfeiern vor Ort stattfanden.
Kirchenbücher
Zentrum der frühen Badorfer Kirchengemeinde war anfänglich die der Jungfrau Maria (beatae mariae Virginis) geweihte Kapelle des Ortes. Sie dürfte in späterer Zeit, möglicherweise aufgrund ihrer Ausstattung (Anna selbdritt) das Patrozinium der heiligen Anna erhalten haben. Die Kapelle besaß nachweislich der erhaltenen Kirchenbücher im Personenstandsarchiv Brühl und im Archiv des Erzbistums Köln (HAEK) seit 1625 Taufrechte. Auch Heiraten sind ab 1626 in diesen Büchern verzeichnet, wogegen das Beerdigungsrecht offenbar schon 1611 bestand. Aus diesen frühesten Dokumenten sind jedoch nur wenige Namen überliefert. Die im HAEK aufbewahrten Kirchenbücher sind für die Jahre 1660–1703 lückenhaft und dann fortlaufend (wie im PSA Brühl) ab 1780 vorhanden.

### 19. und 20. Jahrhundert

#### Säkularisation
Mit der Besetzung des Rheinlandes durch die Franzosen und der 1798 durchgeführten Reform der Verwaltung und der Gerichte endete die Grundherrschaft der Abtei in Badorf. Bei der Einteilung der linksrheinischen Gebiete in Départements und Kantone gehörte Badorf mit Eckdorf mit etwa 700 Einwohnern zum Kanton Brühl. In Verbindung mit der Aufhebung der Klöster und Stifte im Jahre 1802 erfolgte die Säkularisation ihres Besitzes, der in den folgenden Jahren versteigert wurde. So wurde auch der „Abtsthof“ von St. Pantaleon in Badorf, der Geildorfer Pantaleonshof und der Geildorfer Severinshof 1807 verkauft.

### Kirchliche Einrichtungen

#### Pfarrkirche St. Pantaleon
Die katholische Kirche St. Pantaleon wurde 1897 im Stil der Neugotik vom Kölner Architekten Heinrich Krings erbaut. Der Dom des Vorgebirges fällt allein schon durch seine im wahrsten Sinne des Wortes herausragende Lage auf einer Kuppe des Vorgebirges auf. Die Kirche weist eine Gesamthöhe von 54,50 Metern auf.
Zu ihrem Kirchenschatz gehört eine 1888 von dem Goldschmied Franz Wilhelm van den Wyenbergh gefertigte Turmmonstranz. Die Glasfenster mit Szenen aus dem Leben des Kirchenpatrons schuf nach den Zerstörungen des Zweiten Weltkrieges der Kölner Professor für Glasmalerei Paul Weigmann.
Im Turm hängen fünf Glocken aus Eisenhartguss, die von der Glockengießerei J. F. Weule in Bockenem 1923–1925 gegossen wurden. Sie erklingen in den Schlagtönen dis1, fis1, a1, h1 und c2. Nach fast 50 Jahren wird in der Pfarrkirche wieder gebeiert. Dies geschieht durch eine halbautomatische Beieranlage, die von Willi Breidenbach und Hubert Willems eingerichtet wurde. Die Planung und Ausführung der Elektrik wurde von Hans Klein und Herbert Moritz durchgeführt.
Die Kirche beinhaltet eine von 1976 bei Fischer & Krämer Orgelbau gebaute Orgel mit 23 Registern auf 2 Manualen und Pedal. Diese Orgel klingt mit genau 1665 Pfeifen. Zum Jubiläum der Kirche 1997 bekam die Orgel einen neuen Spieltisch mit 64-Facher Setzeranlage und wurde von Orgelbauer J.Weimbs generalüberholt. Die Vorgänger Orgel von Seifert Orgelbau, über die wenig bekannt ist stand weiter im Turminneren, wobei der Spieltisch in Richtung Norden (seitlich) ausgerichtet war.
Der Badorfer Pfarrhof wurde 1593 errichtet und in der Barockzeit verändert.

Sankt Pantaleon
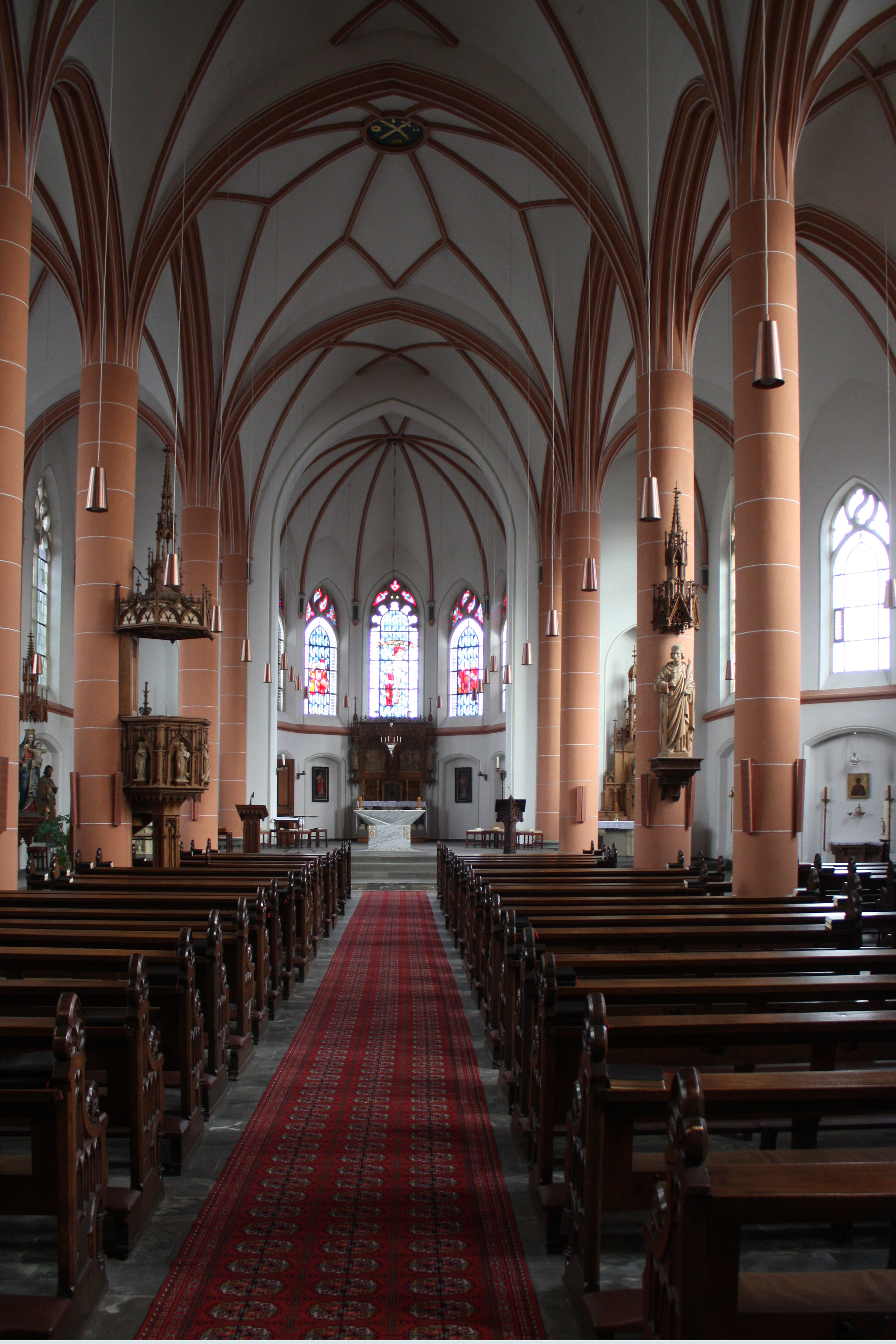
Kirchenschiff nach Osten
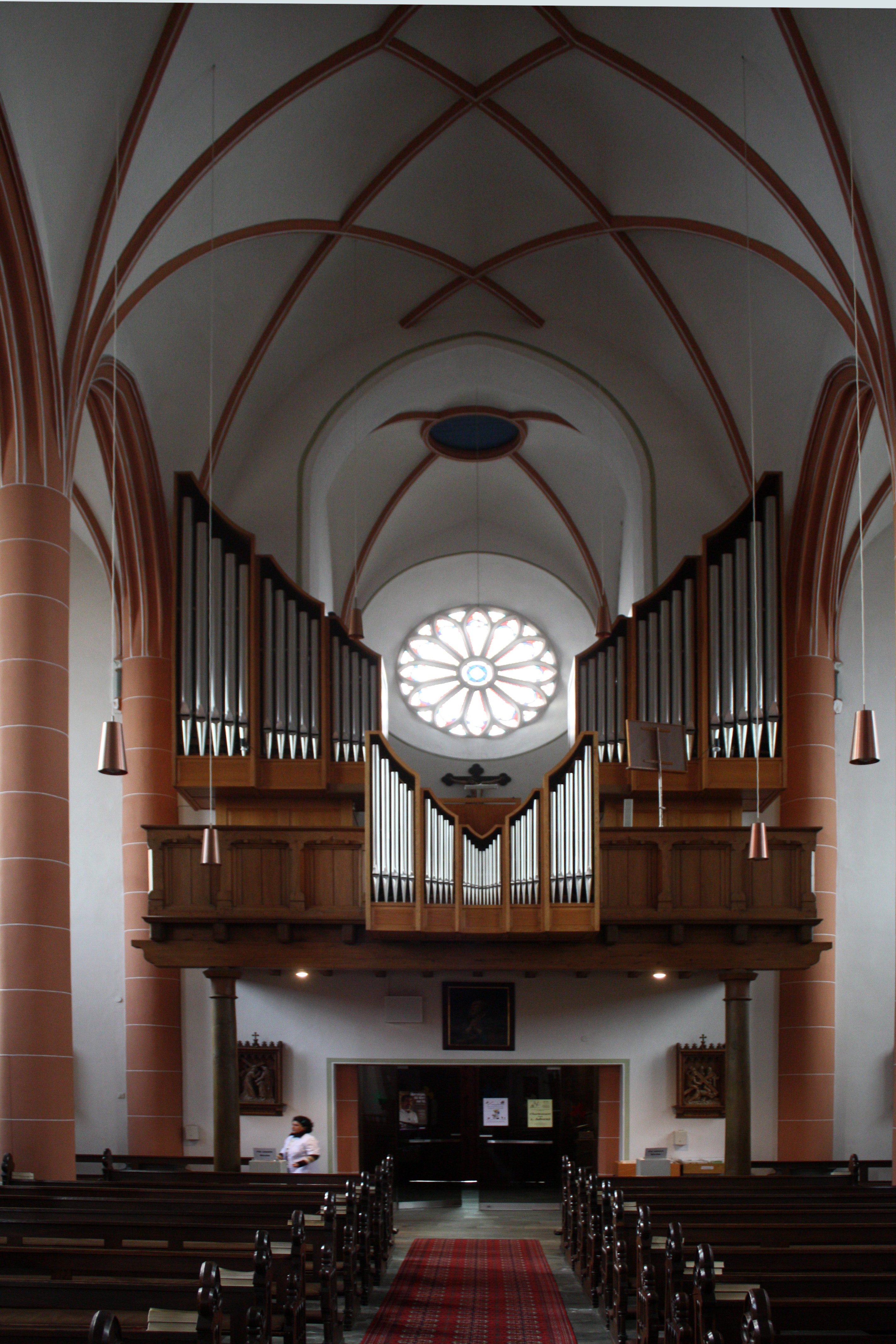
Orgelempore
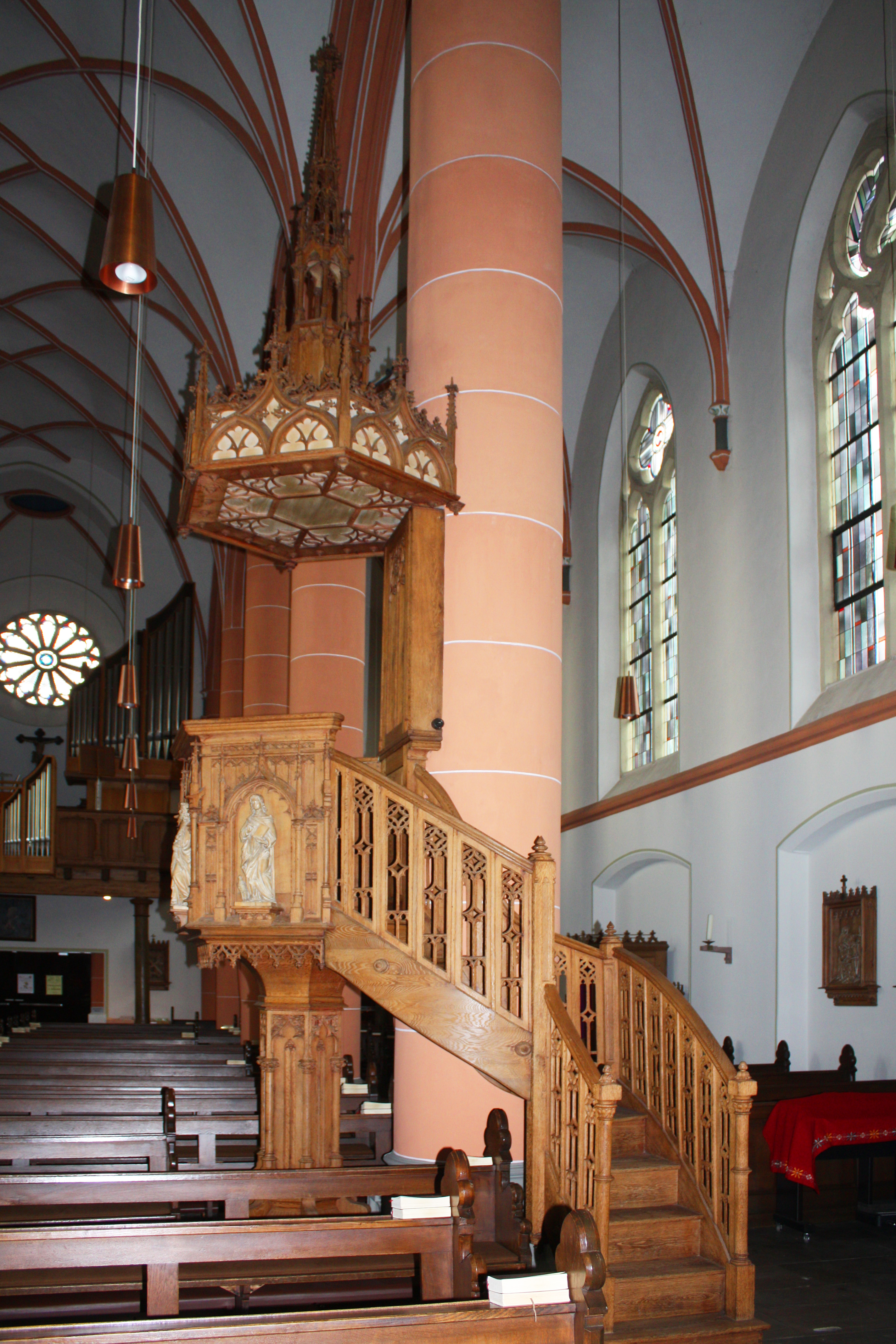
Pfeilerkanzel
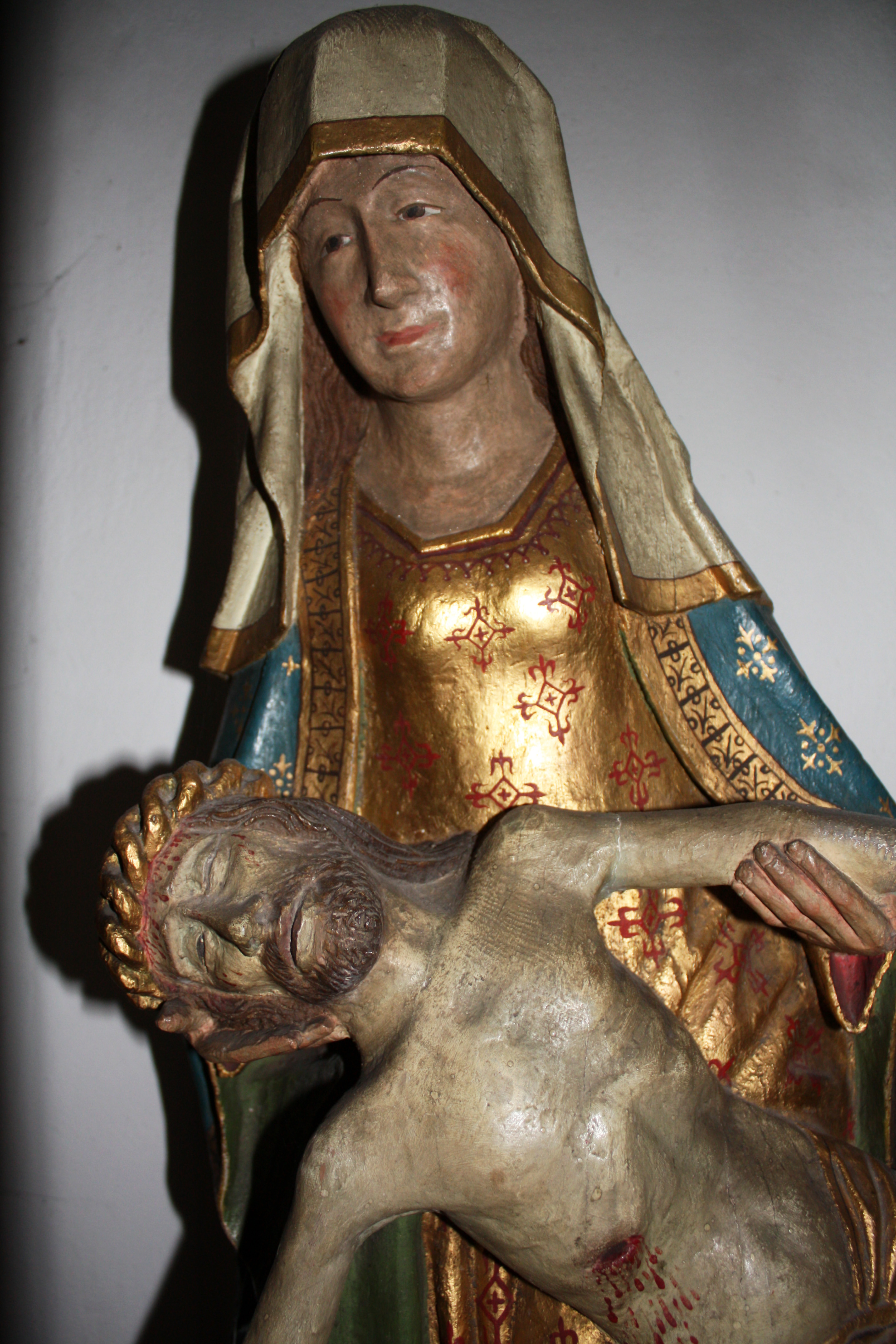
Pietà der Kapelle

#### Birkhof-Kapelle
Der Legende nach fand ein Förster an einer Weißbuche ein Muttergottesbild. Er hob es auf und nahm es mit nach Hause, aber am nächsten Morgen war es verschwunden. An der gleichen Stelle wie tags zuvor fand er es wieder. Nachdem sich dieser Vorgang dreimal wiederholt hatte, bat er den Pfarrer, an dieser Stelle eine Kapelle zu errichten. Seither trägt das betreffende Flurstück den Namen Am Muttergottes-Bildchen.
Zusammen mit dem Birkhof wurde 1862 die Birkhof-Kapelle errichtet. Das legendäre Muttergottesbild wurde in die Kapelle verbracht, die seither im Volksmund Modderjoddeskapellche genannt wird.
1912 musste die alte Kapelle dem Braunkohletagebau in den Gruben Berggeist und Lucretia weichen. An ihrer Stelle wurde das heutige Bauwerk errichtet. Das auch in der neuen Kapelle zunächst über dem Altar und dann über dem Portal angebrachte Muttergottesbild wurde von Unbekannten entwendet und ist nicht wieder aufgefunden worden.
Die Gottesmutter vom Birkhof, die schmerzhafte Mutter, stammte von dem Bildhauer der Wiedenbrücker Schule Wilhelm Tophinke (1892–1961).

### Vom Braunkohleabbau zum Naturpark Rheinland
Badorf hat Anteil an der Villeseenplatte des Naturpark Rheinland, die durch den Abbau von Braunkohle, der in Eckdorf/Walberberg seine südliche Grenze hatte, entstanden ist. Auch der 1967 eröffnete am westlichen Dorfrand anschließende Freizeitpark Phantasialand ist auf rekultiviertem Abbaugelände um einen Tagebaurestlochsee entstanden. Die Grube Berggeist mit Betriebsgenehmigung von 1858 war die südlichste Braunkohlengrube. Sie hatte zuletzt 1913/14 die Badorfer Braunkohlen-Brikettwerke Lukretia GmbH übernommen, um die Brennstoffversorgung für die Zuckerfabrik Brühl und das Kraftwerk Berggeist, die Wiege des Rheinischen Braunkohlestroms versorgen zu können. Von ihr zeugt noch der Berggeistsee und die Berggeiststraße, an der der Freizeitpark liegt. Zwischen 1907 und 1964 waren die Gruben durch die Pingsdorfer Güterbahn ab Eckdorf an die Staatsbahn in Vochem (Übergabebahnhof) angeschlossen. Der Abbau von Hand erfolgte vor der Industrialisierung durch die Kleinbauern auf eigenem Grund oder dem der großen Besitzungen. Er begann an den Talhängen, wo die Braunkohle durch die Bäche angeschnitten war.
Die vielen so entstandenen kleinen Gruben um Badorf und Eckdorf wurden nach 1815 in größeren Konzessionen, im Süden von Badorf zum Beispiel der Colonia, zusammengefasst. Die Coloniastraße ist die Fortsetzung der Berggeiststraße. Für 1825 wurden für den Bereich Badorf noch 28 Einzelkonzessionen gezählt. Die im Liegenden der Braunkohlelager anstehenden Tone waren Grundlage für die Töpferei. Sie traten an den tieferen Talhängen zu Tage und wurden deshalb bereits in früher Zeit genutzt.
Der heutige Birkhof mit seinem Restaurant und dem Reit- und Fahrverein, der auch therapeutisches Reiten für jedermann anbietet, kann als ein Eingangstor für Touren in den Naturpark angesehen.

### Heutiges Ortsbild

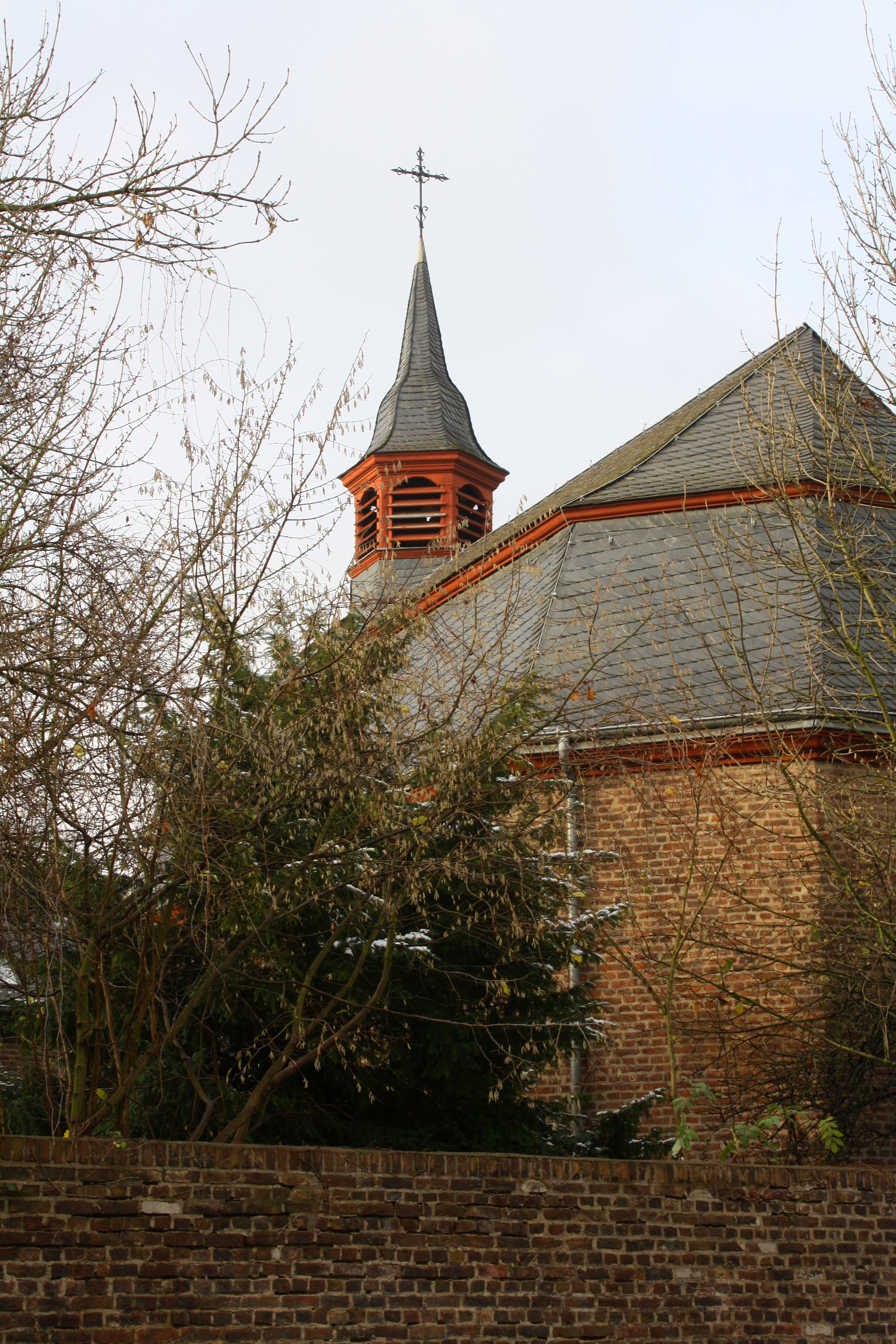
Barocke St.-Anna-Kapelle
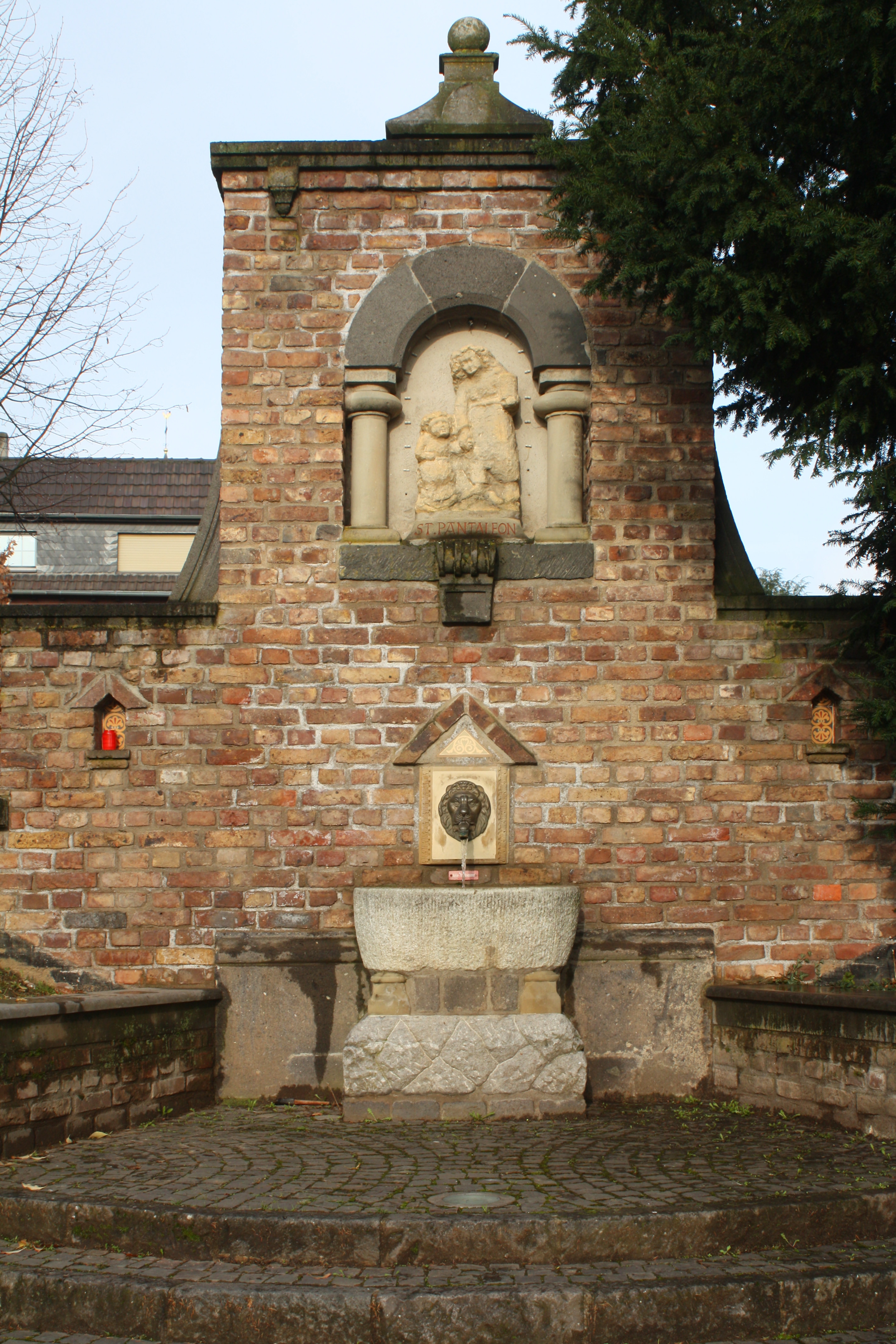
Pantaleonsbrunnen
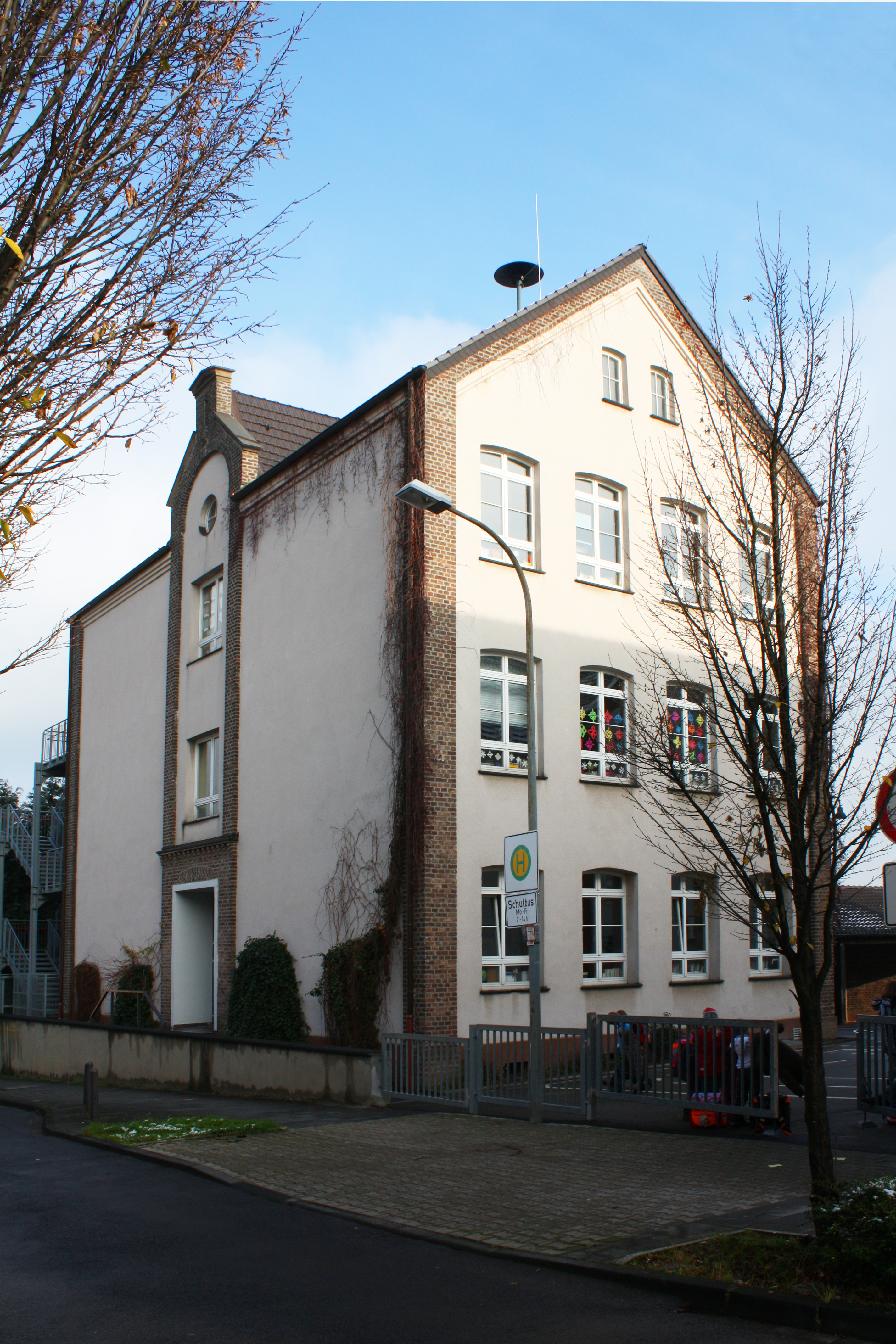
Integrierter Altbau der Gemeinschaftsschule
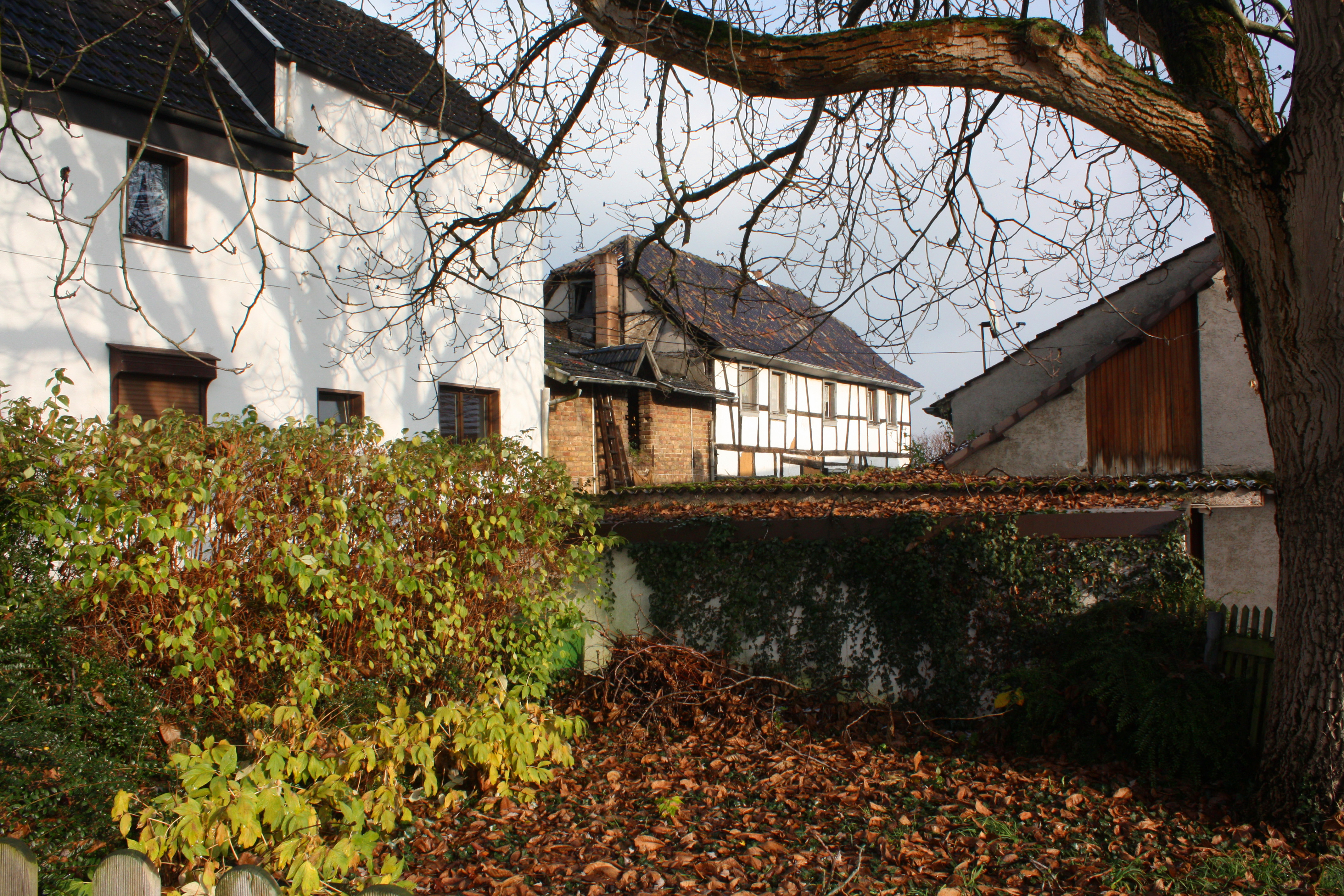
Altes Fachwerkhaus

#### Annakapelle
Mit den allgemein ansteigenden Einwohnerzahlen nutzten die Badorfer bis zur Fertigstellung ihrer großen Pfarrkirche (1897 fertiggestellt und 1904 eingeweiht) neben ihrer Kapelle auch die bereits in der Mitte des 18. Jahrhunderts durch den kurfürstlichen Baumeister Gerhard Cadusch errichtete Kirche St. Pantaleon im Nachbarort Pingsdorf. Der aktuelle Bau der heutigen sanierten Anna-Kapelle entstammt dem 18. Jahrhundert. Die Kapelle wurde lange Zeit, wohl unter der Leitung einer Schwester Blanda, als Kindergarten genutzt, danach als Werkstatt des Restaurators Gangolf Minn. Danach folgte der langsame Verfall, der aber dank des Engagements eines früheren Ratsmitgliedes der Stadt Brühl (H. Szymanski) gestoppt wurde. Die Kapelle wurde restauriert und ist nun ein Kleinod der Gemeinde.

#### St.-Pantaleon-Brunnen
Am Kirmesplatz wurde unter der Leitung des Brühler Restaurators und Kirchenmalers Gangolf Minn ein Dorfbrunnen erstellt. Dieser Brunnen wurde in einer Bauzeit von einem Jahr von den Brunnenbauern Willi Breidenbach, Peter Szarata und Hubert Willems mit dem Abbild des Schutzpatrons der Pfarrgemeinde St. Pantaleon erbaut. Er wurde im Jahr 2001 fertiggestellt, von der katholischen Kirchengemeinde unter Pfarrer Sebastian und Diakon Michael Ries gesegnet und der Dorfgemeinschaft Badorf-Eckdorf übergeben.

### Schule
1825 erhielt Badorf seine erste Schule. Sie wurde an der Badorfer Kapelle zweiklassig in den Räumen des Wirtes Peter Sengersdorf eingerichtet. Um den Unterricht für schon bald 300 Kinder gewährleisten zu können, wurde 1832 am heutigen Standort der Schule ein Neubau errichtet.
1874 bestand die Schule nach mehreren Erweiterungen aus insgesamt vier Klassen. 1878 entstand ein zweites Schulgebäude. Diese Entwicklung spiegelt auch die durch die beginnende Braunkohlenindustrie beflügelte Einwohnerentwicklung wider.
1968 folgte mit der Auflösung der katholischen Volksschule Badorf deren Teilung in eine Grund- sowie eine Hauptschule.
Durch die Zusammenlegung der Grundschule Badorf mit der Grundschule Schwadorf entstand 1971 die Katholische Grundschule Brühl-Badorf. 1972 wurde die Katholische Grundschule in eine Gemeinschaftsgrundschule umgewandelt.
1995 bekam das alte Schulgebäude eine zusätzliche Etage als Verwaltungstrakt. 2002 wechselte die Verwaltung in das ehemalige Hausmeisterhaus und die Übermittagsbetreuung MiKids zog in das Dachgeschoss des alten Schulgebäudes.